# Maripanthus draconis
Espèce
Maripanthus draconis est une espèce d'araignées aranéomorphes de la famille des Salticidae.

## Distribution
Cette espèce se rencontre à Singapour et en Malaisie.

## Description
La carapace du mâle holotype mesure 4,0 mm et l'abdomen 5,0 mm et la carapace de la femelle paratype mesure 4,2 mm et l'abdomen 6,1 mm.

## Systématique et taxinomie
Cette espèce a été décrite par Maddison en 2020.

## Publication originale
- Maddison, Beattie, Marathe, Ng, Kanesharatnam, Benjamin & Kunte, 2020 : « A phylogenetic and taxonomic review of baviine jumping spiders (Araneae, Salticidae, Baviini). » ZooKeys, no 1004, p. 27-97 (texte intégral).